# Ariel Augusto Nogueira
Ariel Augusto Nogueira (* 22. Februar 1910 in Petrópolis; † 1990 ebenda) war ein brasilianischer Fußballspieler.

## Laufbahn
Ariel spielte in seiner Karriere überwiegend für den Botafogo FR aus Rio de Janeiro. 
Seinen ersten Auftritt bei der Nationalmannschaft Brasiliens hatte der Spieler bei der Fußball-Weltmeisterschaft 1934. Er war hier allerdings nur Reservespieler und kam erst anschließend bei einem Freundschaftsspiel gegen Jugoslawien zu seinem ersten Einsatz. Weitere Einsätze mit dem Team fanden auf der anschließenden Reise mit zahlreichen Freundschaftsspielen statt. Danach kam er zu keinen Spielen mehr. Tore gelangen ihm bei keinem der Einsätze.
Nach seiner aktiven Laufbahn war u. a. als Mediziner für Botafogo tätig.

## Erfolge
Botafogo
- Staatsmeisterschaft von Rio de Janeiro: 1932, 1933, 1935